# Rotschulterstärling
Der Rotschulterstärling (Agelaius assimilis) ist eine Vogelart aus der Familie der Stärlinge (Icteridae). Er wurde lange als eher ungewöhnliche Unterart des äußerlich sehr ähnlichen Rotflügelstärlings betrachtet, wird jedoch heute allgemein als eigenständige Art betrachtet. Rotschulterstärlinge kommen nur in wenigen, feuchten Regionen auf der Karibikinsel Kuba vor, gelten jedoch derzeit nicht als konkret gefährdet.

## Merkmale
Rotschulterstärlinge gehören zu den eher kleineren bis mittelgroßen Vertretern ihrer Familie. Ausgewachsene Männchen erreichen eine Größe von circa 22 cm und ein Gewicht zwischen 46 und 54 g, während ihre weiblichen Artgenossen etwa 20 cm groß und 36 bis 43 g schwer werden können. Der Körperbau entspricht mit verhältnismäßig langen Beinen, einem kurzen, eckigen Schwanz und einem geraden, spitz zulaufenden Schnabel dem eines typischen Stärlings. Hinsichtlich der Gefiederfärbung liegt bei der Art ein leichter, aber erkennbarer Sexualdimorphismus vor. Männliche Vögel sind am ganzen Körper einheitlich schwarz gefärbt, das in der Sonne leicht bläulich irisierend wirken kann. Die kleinen Armdecken des Oberflügels sind rot, während die Basis der mittleren Armdecken gelbbraun gefärbt ist. Dadurch entsteht bei angelegtem Flügel der Eindruck einer roten, braun umrandeten „Epaulette“, der die Art ihren Trivialnamen verdankt. Weiblichen Exemplaren fehlt dieser Schulterfleck völlig. Ihr Gefieder ist etwas matter als das der Männchen und wirkt allgemein leicht braun verwaschen. Bei vielen weiblichen Individuen zeigen sich dunkelbraune Federspitzen an Haube, Rücken und Brust. Bei beiden Geschlechtern sind die unbefiederten Beine und Füße einheitlich schwarz gefärbt, der Schnabel ist schwarz bis dunkelgrau. Die Iris des Auges zeigt ein dunkles Braun.

## Habitat und Lebensweise
Der Rotschulterstärling ist ein Tieflandbewohner, der auf Feuchtgebiete wie Sümpfe und Moore als Lebensraum angewiesen ist. Darüber hinaus werden auch bewässertes Agrar- und Weideland besiedelt. Außerhalb der Brutzeit sind die Vögel sehr sozial und bilden bei der Nahrungssuche gern große Schwärme, oft auch mit Vertretern anderer Arten wie Braunschulter- (Agelaius humeralis) und Kubastärlingen (Ptiloxena atroviolacea). Die Nahrungssuche findet fast ausschließlich am Boden statt. Hinsichtlich ihrer Ernährung sind die Vögel nicht wählerisch, neben Insekten und anderen Gliederfüßern werden auch kleine Wirbeltiere, Samen und Früchte aufgenommen. In der Nähe menschlicher Siedlungen werden darüber hinaus bei entsprechender Gelegenheit auch Essensreste gefressen.

### Stimme
Der Gesang der Art ist ein schrilles, quietschendes o-wi-hiiii, das ähnlich dem des Rotflügelstärlings klingen soll. Das Gesang wird von beiden Geschlechtern, gelegentlich auch als Duett vorgetragen. Darüber hinaus sind kürzere, wie chuk oder chek klingende Rufe, deren genaue Funktion nicht dokumentiert ist, bekannt.

### Fortpflanzung
Die Brutzeit beginnt in der Regel im Mai, gelegentlich auch schon im April und erstreckt sich normalerweise bis in den Juli hinein. In dieser Zeit bilden Rotschulterstärlinge monogame Paare, die gemeinsam ein Territorium von circa 700 bis 900 m² Größe – abhängig von der Dichte der Vegetation in einem Aral, je dichter bewachsen, desto kleiner ist das Territorium – verteidigen. Der Nestbau obliegt allein dem Weibchen. Das Nest besteht aus trockenen Gräsern, Federn und Haaren, die zu einer napfförmigen Konstruktion mit etwa 9 bis 10 cm Durchmesser verwoben werden. Es wird etwa 20 cm über der Wasseroberfläche in dicht stehenden Schilfrohren, Rohrkolben oder Schnabelrieden errichtet. Nach der Fertigstellung legt das Weibchen zwei bis drei weiße oder leicht bläuliche Eier, deren Schale mit braunen oder lilafarbenen Flecken und Tupfern gesprenkelt ist. Die anschließende Bebrütung übernimmt das Weibchen wiederum allein. Die genaue Dauer der Inkubationszeit ist ebenso wie die der Nestlingsphase bislang unbekannt. Nach dem Schlüpfen beteiligt sich auch der männliche Altvogel gleichermaßen an der Versorgung der Jungvögel. Diese sind offenbar recht anfällig für Überhitzung, weshalb das Weibchen oft dabei beobachtet werden kann, wie es die Nachkommen mit ausgebreiteten Flügeln vor der direkten Sonneneinstrahlung schützt.

## Verbreitung und Gefährdung

Verbreitungsgebiet des Rotschulterstärlings

Der Rotschulterstärling ist ein endemischer Bewohner Kubas und der im Südwesten vorgelagerten Isla de la Juventud. Das Verbreitungsgebiet ist nicht zusammenhängend, die Art kommt stattdessen nur in einigen wenigen Regionen Kubas vor, gilt dort dann jedoch als vergleichsweise häufig. Mit Abstand wichtigster Lebensraum ist die sumpfige Zapata-Halbinsel im Südwesten der Provinz Matanzas. Darüber hinaus existieren Populationen an der Nordküste Matanzas, etwas weiter östlich in Sancti Spíritus sowie in Pinar del Río ganz im Westen der Insel. Auf Juventud sind die Vögel am zahlreichsten im Feuchtgebiet Ciénaga de Lanier anzutreffen, allgemein gelten sie hier jedoch als deutlich seltener als auf der Hauptinsel. Die Art ist ein Standvogel und das ganze Jahr über auf Kuba anzutreffen. Trotz des sehr kleinen Verbreitungsgebiets gilt der Rotschulterstärling nicht als gefährdet, die Bestände scheinen sich stabil zu entwickeln. Die IUCN führt die Art mit Stand 2016 folglich auf der niedrigsten Gefährdungsstufe least concern („nicht gefährdet“).

## Systematik
Die Erstbeschreibung des Rotschulterstärlings stammt aus dem Jahr 1850 und geht auf den spanischen Naturforscher Juan Lembeye zurück. Der Holotyp stammt von einem nicht näher dokumentierten Ort auf Kuba. Von Lembeye zunächst als eigenständige, neue Art Agelaius assimilis beschrieben, galt der Rotschulterstärling lange als Unterart des in Nordamerika weit verbreiteten und äußerlich sehr ähnlichen Rotflügelstärlings (A. phoeniceus), unter anderem auch begünstigt durch eine Verwechslung des ursprünglichen Typusmaterials mit einem in den Vereinigten Staaten gesammelten Exemplar. Obwohl dieser Fehler nach kurzer Zeit bemerkt und korrigiert werden konnte, stellte der amerikanische Ornithologe James Bond den Rotschulterstärling 1947 erneut in den Rang einer Unterart, was nachfolgende Autoren in der Regel akzeptierten. Nachdem bereits 1996 die kubanischen Forscher Orlando H. Garrido und Arturo Kirkconnell auf Grund erheblicher Unterschiede bei Verhalten, Gesang und Aussehen der Jungvögel erstmals Zweifel an dieser Zuordnung geäußert hatten, bestätigten phylogenetische Untersuchungen zu Beginn des 21. Jahrhunderts, dass es sich beim Rotschulterstärling tatsächlich um eine eigenständige Art handeln müsse.
Die Population auf der Isla de la Juventud wurde im Jahr 1913 von Outram Bangs ursprünglich als separate Unterart A. a. subniger mit eher bräunlichem Gefieder und leicht abgerundetem Schnabelfirst beschrieben. Nachfolgende Forschungen ergaben jedoch, dass Bangs Beschreibung auf noch nicht vollständig ausgewachsenen Exemplaren beruhte und sich die Vögel auf Juventud nicht signifikant von denen auf der Hauptinsel unterscheiden. Die Art gilt folglich zur Zeit als monotypisch.